# Brixia minor
Brixia minor är en insektsart som beskrevs av Van Stalle 1984. Brixia minor ingår i släktet Brixia och familjen kilstritar. Inga underarter finns listade i Catalogue of Life.